# Tengo Sed de Ti
Tengo Sed de Ti é o nono trabalho musical da cantora cristã Soraya Moraes, lançado pela gravadora Line Records em 2008.
O álbum foi vencedor do Grammy Latino 2008 na categoria "Spanish Language Album".

## Faixas
1. Tu Río me ha de Llevar
2. Estoy Listo
3. Tus Altares
4. Nuben de Gloria
5. Me Alegro En El Señor
6. Tiempo de Celebración
7. Brazos de Amor
8. Nuevo Corazón
9. Tócame
10. Celebrando La Victoria